# 赖宗卯
赖宗卯（1948年—2013年2月15日），中国福建省泉州市洛江区罗溪镇人，高甲戲演員，工丑行，中國國家一級演員，師承柯贤溪。

## 生平
1960年拜師柯贤溪，是柯師大弟子。
1996年，他以在《金魁星》劇中的表演得到中華人民共和國文化部文華獎的文華表演獎（戲齣得到文華新劇目獎）。
曾任晉江市高甲戲劇團副團長。
曾到香港、東南亞、美國、台灣等表演。
2002年福建電視台錄製的紀錄片《柯師和他的弟子》以柯贤溪、赖宗卯師徒2人為主人公。
2007年，他收徒盧文雄、莊偉國。
2008年，他列進了中國國務院文化部国家级非物质文化遗产项目第2批代表性传承人名單。
2013年2月15日因病去世，享年68岁

## 外部連結
- 戲說高甲戲 （页面存档备份，存于）
- YouTube上的《高甲第一丑》